# 莘之战
莘之战，是指公元前684年（周庄王十三年、鲁庄公十年、楚文王六年、蔡哀侯十一年），楚国军队在莘（今安徽省界首市北）击败蔡国军队的作战。
息国（今河南省息县西南）国君息侯娶陈国（今河南省淮阳县）之女息媯为妻。前684年，息媯在赴息国时，途经蔡国（今河南省上蔡县西南）。蔡哀侯对她态度轻慢。息侯得知大愤怒，于是遣使赴楚，建议楚文王发兵假裝攻息国，息国借此向蔡国求援，楚国再乘机攻蔡国。楚文王听从。九月，楚军北上，在蔡国东北莘地击败蔡军，俘获蔡哀侯。